# Big Bright World
«Big Bright World» (в пер. с англ. Большой яркий мир) — третий сингл шотландско-американской рок-группы Garbage из их пятого студийного альбома Not Your Kind of People. Релиз сингла состоялся 1 июня 2012 года только в Австралии. В качестве бисайда на виниловом издании сингла вышла композиция «Automatic Systematic Habit».

## Видеоклип
Музыкальное видео, снятое Джули Орсер, было выпущено 19 августа 2012 год на официальном канале Garbage на YouTube. Видеоряд клипа составлен из чёрно-белых изображений христианской церкви, кладбища, кадров подводного плавания и геозарисовок, хаотически сменяющих друг друга. На протяжении всего видеоклипа периодически мелькает изображение Ширли Мэнсон.
«Big Bright World» стал первым клипом Garbage, который был полностью снят в HD. В съёмках сцен подводного плавания принимали участие фанаты группы.

## Список композиций
- Цифровая дистрибуция

1. «Big Bright World» − 3:36

- Грампластинка

1. «Big Bright World» — 3:36
2. «Automatic Systematic Habit» — 3:18

- Промо CD

1. «Big Bright World» − 3:36